# Hispaniolanachtzwaluw
De hispaniolanachtzwaluw (Antrostomus ekmani; synoniem: Caprimulgus ekmani) is een vogel uit de familie Caprimulgidae (nachtzwaluwen). 

## Verspreiding en leefgebied
Deze soort is endemisch op Hispaniola, een eiland in de Caraïbische Zee.